# نشانه‌های چوب‌خط

عدد پنج در نشانه چوب‌خط

نشانه‌های چوب‌خط، که به آن نشانه‌های درهمک نیز گفته می‌شود، یک دستگاه عددی یکانی (شایدبتوان‌گفت) هستند. آنها شکلی از اعداد هستند که برای شمارش استفاده می‌شود. آنها در شمارش یا چوب‌خط‌زدن نتایج درحال انجام، مانند امتیاز در یک بازی یا ورزش بسیار مفید هستند، زیرا هیچ نتیجه میانی نیازی به پاک کردن یا دور انداختن ندارد.
با این حال، به دلیل طولانی‌بودن اعداد بزرگ، جدول‌ها معمولاً برای متن ثابت استفاده نمی‌شوند. چوبک‌های بریده‌دار که به چوب‌خط‌های شمارش معروف هستند نیز در طول تاریخ برای این منظور استفاده می‌شدند.

روش‌های مختلف برای خوشه‌بندی عدد ۸. اولین یا پنجمین علامت در هر گروه ممکن است با زاویه ای نسبت به بقیه نوشته شود تا تشخیص آسان‌تر باشد. در مثال چهارم، قلم‌کشیدن پنجم یک گروه پنج‌تایی را «تکمیل» می‌کند و «استخوان‌شاه‌ماهی» را تشکیل می‌دهد. در ردیف پنجم، علامت پنجم به صورت مورب عبور می‌کند و یک «دروازه پنج‌میله‌ای» را تشکیل می‌دهد.

نشانه‌های چوب‌خط در بیشتر اروپا ، فضای انگلیسی و آفریقای جنوبی استفاده می‌شود. در برخی از انواع، زمانی که پنج یا چند واحد به طور همزمان اضافه می‌شوند، از اسلش مورب/افقی به تنهایی استفاده می‌شود.
فرهنگ‌هایی که از نویسه‌های چینی استفاده می‌کنند با تشکیل کاراکتر正، [الف] که شامل پنج خط است، جمع‌آوری می‌کنند.[۱][۲]
نشانه‌های چوب‌خط در فرانسه ، پرتغال ، اسپانیا ، و مستعمرات سابق آنها، از جمله آمریکای لاتین استفاده می‌شود. ۱ تا ۵ و غیره. این‌ها بیشتر برای ثبت امتیاز در ورق بازی‌ها مانند تروکو استفاده می‌شوند
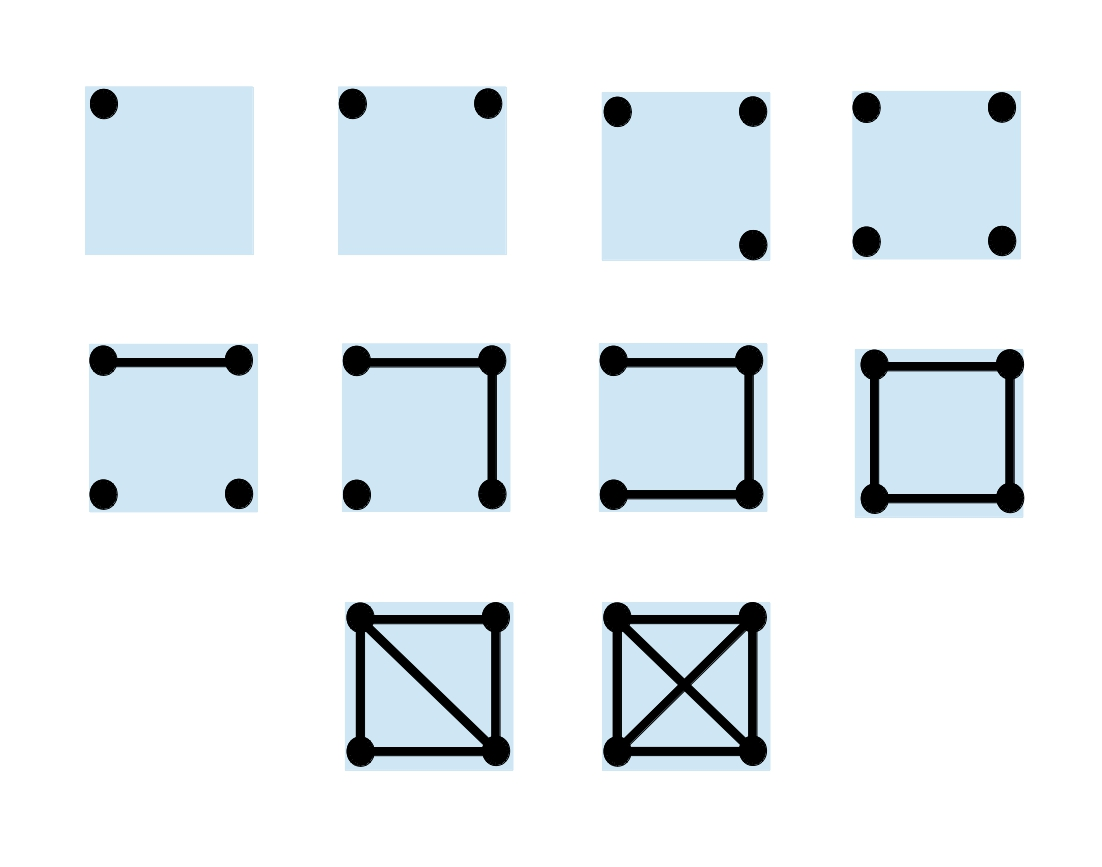
در جدول نقطه و خط (یا نقطه خط تیره)، نقطه‌ها تعداد از ۱ تا ۴، خطوط ۵ تا ۸ و خطوط مورب ۹ و ۱۰ را نشان می‌دهند. این روش معمولاً در جنگل‌داری و زمینه‌های مرتبط استفاده می‌شود.